# 道の駅お茶の京都みなみやましろ村

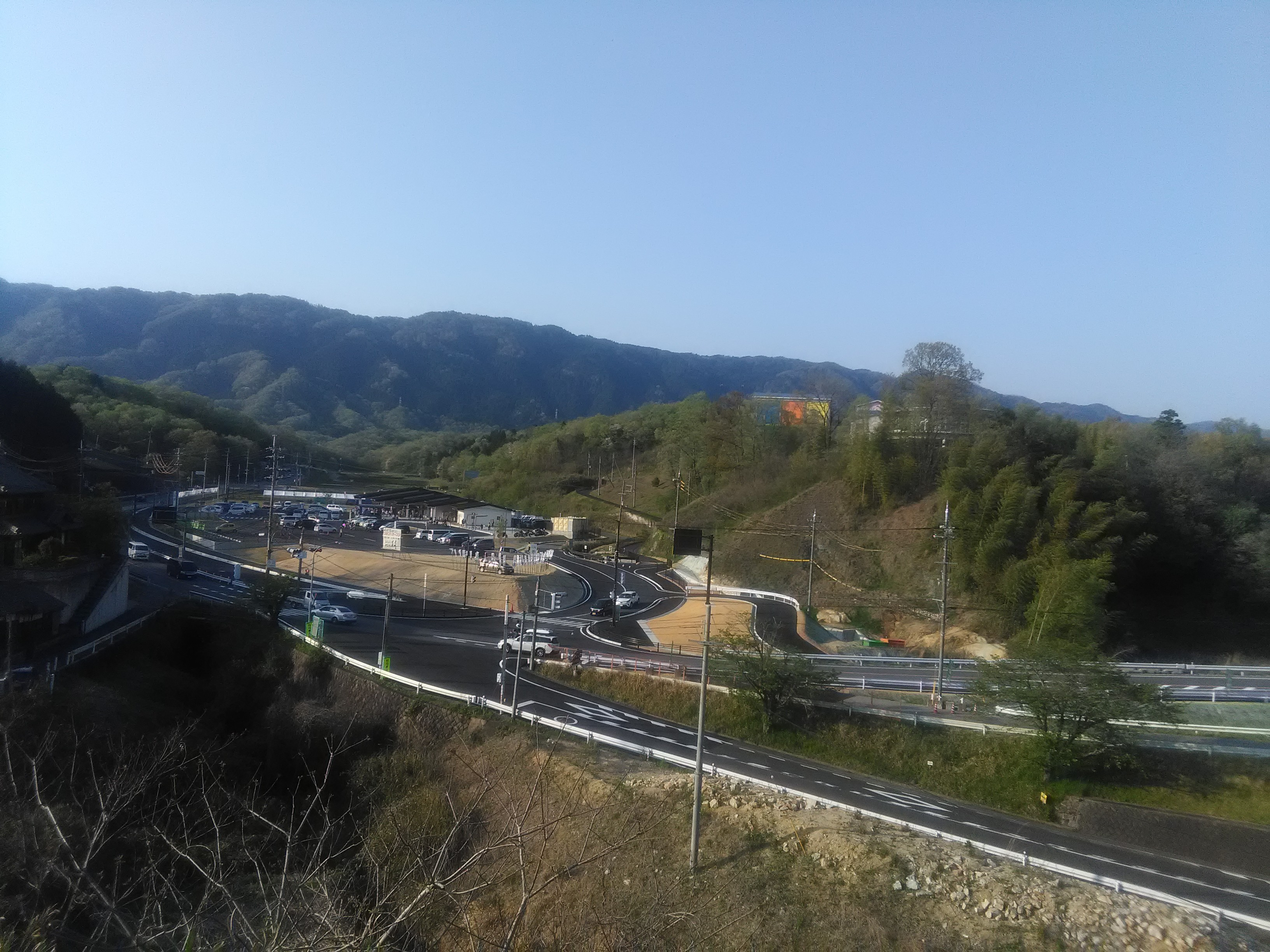
月ヶ瀬口駅下りホームより

道の駅お茶の京都みなみやましろ村（みちのえき おちゃのきょうと みなみやましろむら）は、京都府相楽郡南山城村北大河原にある国道163号の道の駅である。

## 概要
南山城村で暮し続けるための拠点とするべく、2017年4月15日に開業。特産品であるお茶を使った商品開発（ブランド化）をすすめるほか、食料品や日用品を扱う「村民百貨店」、コミュニティバス運行、宅配サービスなど、村民の日常生活支援と地域情報の発信の機能を担う。コンセプトは「むらがある」。2016年、国土交通省は当道の駅を「重点道の駅」として選定している（選定時は仮称の「道の駅南山城村」）。
マリオット・インターナショナルと積水ハウスは、道の駅に隣接してホテルを開設する構想を2018年に発表した。ホテルブランドはマリオットの「フェアフィールド」で、規模は50室程度を計画。両社の合弁事業による「フェアフィールド・バイ・マリオット・京都みなみやましろ」として、2021年3月12日に開業した。

## 施設
- 駐車場
  - 普通車：116台（2か所の合計）[2]
  - 大型車：15台[2]
  - 身障者用：2台[2]
- トイレ
  - 男性：大3器 小6器（大2器 小3器は24時間利用可能）
  - 女性：9器（5器は24時間利用可能）
- むらびぃと（情報コーナー）
- 村民百貨店（生活用品売店、9:00 - 18:00）[2][3]
- のもん市場（土産・農産物直売所、9:00 - 18:00）
- 村茶屋（ファストフード、9:30 - 17:00）[2]
- つちのうぶ（レストラン、モーニングサービスの提供あり）

### 管理団体
- 設置者：南山城村
- 指定管理者：株式会社南山城（南山城村出資の第三セクター）[1]

## 休館日
- 6月第3水曜日
- 12月第2水曜日

## アクセス

### 自動車
- 国道163号 - 登録路線

公共交通機関（鉄道）
- 西日本旅客鉄道（JR西日本）関西本線 月ヶ瀬口駅より徒歩約10分。

## 周辺
- 南山城村役場
- 伊賀市役所島ヶ原支所
- 奈良市役所月ヶ瀬支所
- 相楽東部広域連合立笠置中学校
- 相楽東部広域連合立南山城小学校
- 月ヶ瀬梅林
- 木津川